# 愛媛県道55号小田河辺大洲線
愛媛県道55号小田河辺大洲線（えひめけんどう55ごう おだかわべおおずせん）は、愛媛県喜多郡内子町寺村から大洲市森山へ至る県道（主要地方道）である。

## 概要
大洲市肱川町から終点までは、国道197号の重複区間を含めて肱川の左岸を河口に向かって通る。
2013年（平成25年）から、山鳥坂ダム建設事業の一環として、大洲市肱川町山鳥坂の6.2 kmの区間の路線切り替え工事が行われている。この区間には敷水トンネル、愛の森トンネルが建設された（いずれも2025年度供用開始予定）。

### 路線データ
- 起点：愛媛県喜多郡内子町寺村（国道380号交点）
- 終点：愛媛県大洲市森山（愛媛県道44号大洲野村線交点）

## 歴史
- 1993年（平成5年）5月11日 - 建設省から、県道惣川小田線の一部・県道北平大洲線が小田河辺大洲線として主要地方道に指定される[5]。
- 2024年（令和6年）3月3日 - 鹿野川バイパス（大洲市肱川町山鳥坂、1.2 km）が開通する[6]。

## 路線状況

### 重複区間
- 愛媛県道56号内子河辺野村線（大洲市河辺町三嶋 - 大洲市河辺町植松）
- 愛媛県道32号肱川公園線（大洲市肱川町山鳥坂 地内）
- 国道197号（大洲市肱川町宇和川 - 大洲市森山）

### 道の駅
- 道の駅清流の里ひじかわ（国道197号 重複区間内）

### 道路施設

#### トンネル
- 敷水トンネル（全長832 m[4][7]）
  - 2022年（令和4年）12月26日に貫通式が行われた[4][7]。2025年度（令和7年度）供用開始予定[4][7]。
- 愛の森トンネル（全長2,128 m[2]）
  - 仮称は「⾒の越トンネル」[8]。2022年（令和4年）7月15日に貫通[9]し、同年9月13日に貫通式が行われた[1][2]。2025年度（令和7年度）供用開始予定[1][2]。

## 地理

### 通過する自治体
- 愛媛県
  - 喜多郡内子町
  - 大洲市

### 交差する道路
- 国道380号（起点）
- 愛媛県道245号河辺小田線（南山）
- 愛媛県道56号内子河辺野村線（大洲市河辺町三嶋）
- 愛媛県道56号内子河辺野村線（大洲市河辺町植松）
- 愛媛県道32号肱川公園線（大洲市肱川町山鳥坂）
- 愛媛県道32号肱川公園線（大洲市肱川町山鳥坂）
- 国道197号（大洲市肱川町宇和川）
- 国道197号（大洲市森山）
- 愛媛県道44号大洲野村線（終点）

### 沿線にある施設など
- 河辺ふるさと公園
- 河辺郵便局
- 大洲市立河辺小学校
- 大洲市役所河辺支所
- 大洲市役所肱川支所
- 大洲市立図書館分館
- 大洲市立大川小学校
- 大川郵便局